# NAMBA69
NAMBA69（ナンバシックスティーナイン）は、日本のロックバンド。Hi-STANDARDのメンバーで、2010年3月よりソロ活動を行う難波章浩が、2013年3月にサポートメンバーを務めていたK5（g）、SAMBU（ds）とともに結成。
2016年6月1日から元ARTEMAのko-hey（Gt.Cho.）が正式加入し、4人編成となる。

## メンバー
難波章浩（なんば あきひろ、1970年6月9日 -）
ボーカル/ベース担当。Hi-STANDARD、TYÜNK、なんばあきひろ&宇宙船地球号、ULTRA BRAiNのメンバー。
ko-hey（コーヘイ）
ギター/コーラス担当。元ARTEMAのメンバー。2016年6月1日から正式加入。
2024年3月167日からSHAKALABBITSのメンバー加入。
K5（ケイゴ）
ギター/コーラス担当。元START FROM SCRATCHのメンバー。難波章浩-AKIHIRO NAMBA-名義の頃からサポートを務める。

### 旧メンバー
SAMBU（サンブ）
ドラムス/コーラス担当。元SOUL MONKIEESのメンバー。K5同様、難波章浩-AKIHIRO NAMBA-名義の頃からサポートを務める。兵庫県姫路市出身。
2014年11月29日、『スペースシャワーTV開局25周年特別番組 “25時間テレビ"』の企画で、25時間ドラムマラソンを叩破して、ドラムマラソン世界記録の"24時間"という記録を塗り替えた。
2020年2月9日のライブをもって脱退。
MORO（モロ）
ドラムス/コーラス担当。元Shiggy Jr.のメンバー。
脱退したSAMBUの後任として加入。
2022年8月9日、脱退を発表。

## 来歴
- 2013年
  - 3月、“難波章浩-AKIHIRO NAMBA-”としてソロ活動していた難波が、バックバンドに参加していたK5(g)、SAMBU(ds)とともに3ピース・ロック・バンドとしてNAMBA69を結成。
- 2014年
  - 6月9日、デビューシングル「MELODIC PUNKS NOT DEAD!!!」をリリース。本作のプロデュース/エンジニアリングはHi-STANDARD「MAKING THE ROAD」を手がけたライアン・グリーンが担当している。
  - 6月24日-7月10日、「MELODIC PUNKS NOT DEAD!!! TOUR 2014」を敢行。（全8公演）
  - 8月25日、新曲「SUMMERTIME」が公式サイトで8月31日までの期間限定で無料配信された。
  - 12月10日、ファーストアルバム「21st CENTURY DREAMS」をリリース。
- 2015年
  - 1月17日-4月25日、「21st CENTURY DREAMS TOUR 2015」を敢行。（全24公演）
  - 9月2日、新作ミニアルバム+DVD「LET IT ROCK」をリリース。
  - 9月11日-10月12日、「LET IT ROCK TOUR 2015」を敢行。（全9公演）
- 2016年
  - 6月1日から元ARTEMAのko-hey(Gt.Cho.)が正式加入し、4人編成となる。
- 2017年
  - 2月、JMSとの共同レーベル”POP SPEED RECORDS”を設立。
  - 4月5日にミニアルバム”HEROES”をリリース。
  - 4月8日-5月31日、「HEROES TOUR 2017」を敢行。（全9公演）[9]
- 2022年
  - 8月9日、MOROが脱退を発表[8]。グループはライブ活動の一旦休止を発表[8]。出演が決定していたライブやフェスはすべてキャンセルし、10月からスタートする予定だったライブツアー「『解放』TOUR 2022」は全日程中止となる[8]。

## 出演

### ウェブテレビ
- （株）サク・コウイチ・サンブの木曜The NIGHT（2017年11月10日 - 12月1日、AbemaTV）[10]SUMBUのみ出演